# Dan Thomassen
Dan Vesterby Thomassen (Aarhus, 24 marzo 1981) è un allenatore di calcio ed ex calciatore danese, di ruolo difensore.

## Carriera

### Giocatore

#### Club
Dopo aver giocato nelle giovanili del IHF Aarhus del Aarhus e del Padova, debutta con i veneti nel 1999. A Padova rimane fino al 2004 per passare poi al Copenaghen dove vince due campionati danesi nel 2005-2006 e nel 2006-2007. Nel 2007 passa al Vålerenga e nel 2008 si trasferisce al Aarhus. L'8 luglio 2011 passa al Ravenna firmando un contratto fino al 2013. Tuttavia dopo l'esclusione dai campionati professionistici e dopo la vicenda per lo scandalo scommesse in cui è stata coinvolta società romagnola, il 31 agosto firma per la Triestina.
Dopo la retrocessione e il fallimento del club giuliano Thomassen decide di firmare per l'Este, formazione dilettantistica della Provincia di Padova, avvicinandosi così alla zona d'origine della moglie. Il 5 luglio 2014 passa al Campodarsego in Eccellenza rimanendo sempre in Provincia di Padova. Il 31 luglio 2014 il Campodarsego libera il giocatore permettendogli di accasarsi alla neonata società Biancoscudati Padova in Serie D. Il 15 marzo 2015 durante la partita Triestina-Biancoscudati Padova colleziona la centesima presenza in biancoscudato.
Al termine della stagione ottiene la promozione in Lega Pro. Successivamente il 2 luglio il calciatore rimane svincolato. Il 7 luglio 2015 firma per l'Abano, formazione della Provincia di Padova, militante in Serie D. Il 17 giugno 2016 firma per la Vigontina San Paolo, formazione della provincia di Padova, militante in Serie D. Nel giugno del 2017, passa all'Albignasego, formazione della provincia di Padova, militante in Promozione.

#### Nazionale
Dal 1997 al 2003 gioca per la Nazionale danese Under-17, Under-19, Under-20, Under-21.

### Allenatore
Dopo aver frequentato nel 2016 a Coverciano il corso per allenatore di Base UEFA B, nella stagione 2018-2019, diventa, collaboratore tecnico specializzato negli aspetti tattico/tecnici difensivi, delle giovanili Under del L.R. Vicenza. A partire dalla stagione 2022-2023 diventa primo allenatore della formazione vicentina impegnata nel campionato Primavera.
In seguito all'esonero di Francesco Modesto, il 16 marzo 2023 gli viene affidata la guida della prima squadra del L.R. Vicenza.
L'11 aprile guida i veneti alla conquista della loro seconda Coppa Italia di Serie C. La sua squadra termina il campionato al settimo posto ma è ammessa di diritto al primo turno dei play-off nazionali in qualità di vincitore della Coppa Italia venendo eliminato dal Cesena nel turno successivo in virtù del suo miglior piazzamento nella classifica regolare dopo i due 0-0 tra andata e ritorno.
In estate diventa il vice di Daniele Gastaldello al Brescia. Il 10 novembre 2023, in seguito all'esonero di Gastaldello, anche lui viene sollevato dal proprio incarico.
Il 13 marzo 2024 diviene l'allenatore in seconda del Lecce, come vice di Luca Gotti.

## Statistiche

### Statistiche da allenatore
Statistiche aggiornate al 2 giugno 2023. In grassetto le competizioni vinte.
| Stagione        | Squadra         | Campionato      | Campionato | Campionato | Campionato | Campionato | Coppe nazionali | Coppe nazionali | Coppe nazionali | Coppe nazionali | Coppe nazionali | Coppe continentali | Coppe continentali | Coppe continentali | Coppe continentali | Coppe continentali | Altre coppe | Altre coppe | Altre coppe | Altre coppe | Altre coppe | Totale | Totale | Totale | Totale | % Vittorie | Piazzamento |
| Stagione        | Squadra         | Comp            | G          | V          | N          | P          | Comp            | G               | V               | N               | P               | Comp               | G                  | V                  | N                  | P                  | Comp        | G           | V           | N           | P           | G      | V      | N      | P      | %          | Piazzamento |
| --------------- | --------------- | --------------- | ---------- | ---------- | ---------- | ---------- | --------------- | --------------- | --------------- | --------------- | --------------- | ------------------ | ------------------ | ------------------ | ------------------ | ------------------ | ----------- | ----------- | ----------- | ----------- | ----------- | ------ | ------ | ------ | ------ | ---------- | ----------- |
| mar.-giu. 2023  | L.R. Vicenza    | C               | 6+4        | 2+1        | 2+2        | 2+1        | CI-C            | 1               | 1               | 0               | 0               | -                  | -                  | -                  | -                  | -                  | -           | -           | -           | -           | -           | 11     | 4      | 4      | 3      | 36,36      | Sub., 7º    |
| Totale carriera | Totale carriera | Totale carriera | 10         | 3          | 4          | 3          |                 | 1               | 1               | 0               | 0               |                    | -                  | -                  | -                  | -                  |             | -           | -           | -           | -           | 11     | 4      | 4      | 3      | 36,36      |             |

## Palmarès

### Giocatore

#### Competizioni nazionali
- Campionato danese: 2

Copenaghen: 2005-2006, 2006-2007
- Supercoppa di Danimarca: 1

Copenaghen: 2004
- Serie C2: 1

Padova: 2000-2001 (Girone A)
- Serie D: 1

Biancoscudati Padova: 2014-2015 (Girone C)

#### Competizioni internazionali
- Royal League: 1

Copenhagen: 2004-2005

### Allenatore
- Coppa Italia Serie C: 1

L.R. Vicenza: 2022-2023